# غليندا تشونغ
غليندا تشونغ (بالإنجليزية: Glenda Chong)‏ هي صحفية سنغافورية، ولدت في 7 أبريل 1972 في سنغافورة.